# ROCK'N'ROLL
『ROCK'N'ROLL』（ロックン・ロール）は、矢沢永吉31作目のスタジオ・アルバム。2009年8月5日発売。発売元はGARURU RECORDS。

## 概要
矢沢4年ぶりの新作はインディーズ・レーベル発足後、初の作品。1988年3月25日、同名タイトルのベスト・アルバムが発売されたが本作と無関係。初回生産分は3種の特製フェイスタオル付。本作は累計約11.5万枚の売上を記録し、矢沢のアルバムとしては、1999年発売の『LOTTA GOOD TIME』以来、約10年ぶりに10万枚以上のセールスを記録した作品となった。

## 収録曲
| 全作曲: 矢沢永吉。 |                              |            |            |      |
| #                  | タイトル                     | 作詞       | 作曲・編曲 | 時間 |
| 1.                 | 「トレジャー・ハンター」     | 加藤ひさし | 矢沢永吉   | 4:02 |
| 2.                 | 「コバルトの空」             | せきけんじ | 矢沢永吉   | 3:44 |
| 3.                 | 「未来をかさねて」           | 加藤ひさし | 矢沢永吉   | 4:04 |
| 4.                 | 「小悪魔ハニービー」         | 加藤ひさし | 矢沢永吉   | 3:35 |
| 5.                 | 「KISS KISS KISS」           | せきけんじ | 矢沢永吉   | 2:55 |
| 6.                 | 「Loser」                    | 高橋研     | 矢沢永吉   | 4:09 |
| 7.                 | 「Sweet Rock'n'Roll」        | 小鹿涼     | 矢沢永吉   | 3:22 |
| 8.                 | 「Lady・バッカス」           | Ginger     | 矢沢永吉   | 3:32 |
| 9.                 | 「君と…」                    | Ginger     | 矢沢永吉   | 4:29 |
| 10.                | 「あの日、アイツに」         | 小鹿涼     | 矢沢永吉   | 3:45 |
| 11.                | 「オイ、そこのFriend」       | 小鹿涼     | 矢沢永吉   | 4:35 |
| 12.                | 「ひとりぼっちのハイウェイ」 | せきけんじ | 矢沢永吉   | 3:40 |
| 合計時間:          | 合計時間:                    | 合計時間:  | 45:52      |      |

### 楽曲解説
1. トレジャー・ハンター
2. コバルトの空
53rdシングル。ロッテ「キシリトールガム」CMソング
3. 未来をかさねて
シングル「コバルトの空」カップリング
4. 小悪魔ハニービー
5. KISS KISS KISS
6. Loser
52ndシングル。セガゲームソフト「龍が如く3」テーマソング
7. Sweet Rock'n'Roll
ロッテ「キシリトールガム」CMソング
8. Lady・バッカス
9. 君と…
10. あの日、アイツに
11. オイ、そこのFriend
12. ひとりぼっちのハイウェイ